# Ermita del Calvari de Betxí
L'Ermita del Calvari de Betxí està situada al NO de la població, als afores, vora el carrer d'Onda, inici del camí que arriba a Onda. Davant de l'ermita es troben les capelletes del Calvari, tot inclòs en un jardí tancat d'uns 5.000 m², al qual s'accedeix per una porta dedicada a Sant Miquel Arcàngel. Una peculiaritat del Calvari de Betxí és la seva situació en un lloc pla, únic exemple conservat de tota la Plana de Castelló.

## Història
A petició del poble, el bisbat de Terol, al qual pertanyia la població, autoritzà la construcció de l'ermita del Calvari, i comissionà a Gaspar Martínez, rector de la parròquia, la benedicció de la primera pedra, que es va produir el 7 d'abril de 1755. Les obres anaven endarrerides i fou mossèn Miquel Franch, prevere beneficiat de la parròquia i dipositari de les almoines del Calvari, qui amb el seu esforç feu possible l'acabament de les obres. Així, el 15 de setembre de 1771 es beneí la campana de l'ermita i el 10 de novembre del mateix any el rector de la parròquia celebrà la primera missa i beneí l'ermita.
Des de 1981 s'ha anat restaurant el recinte del Calvari amb la construcció de la tanca, i la rehabilitació de l'ermita, les estacions i la portada de Sant Miquel. El 10 de novembre de 2007 és beneït tot el conjunt amb motiu de la finalització de la restauració.

## Arquitectura
Al traspassar la portada d'ingrés del recinte del Calvari, apareix un camí que des del perímetre del jardí rectangular va envoltant diverses vegades l'ermita del Calvari formant el via Crucis, fins a arribar a la porta de l'ermita. Les estacions van apareixent al costat del camí, tenen planta quadrada de 85 cm de costat i prop de 2 m d'alçada, i en la part central s'obri una capelleta on es col·loca un retaule ceràmic. L'únic retaule original que es conserva correspon a la Verònica eixugant la suor de la cara de Jesús.

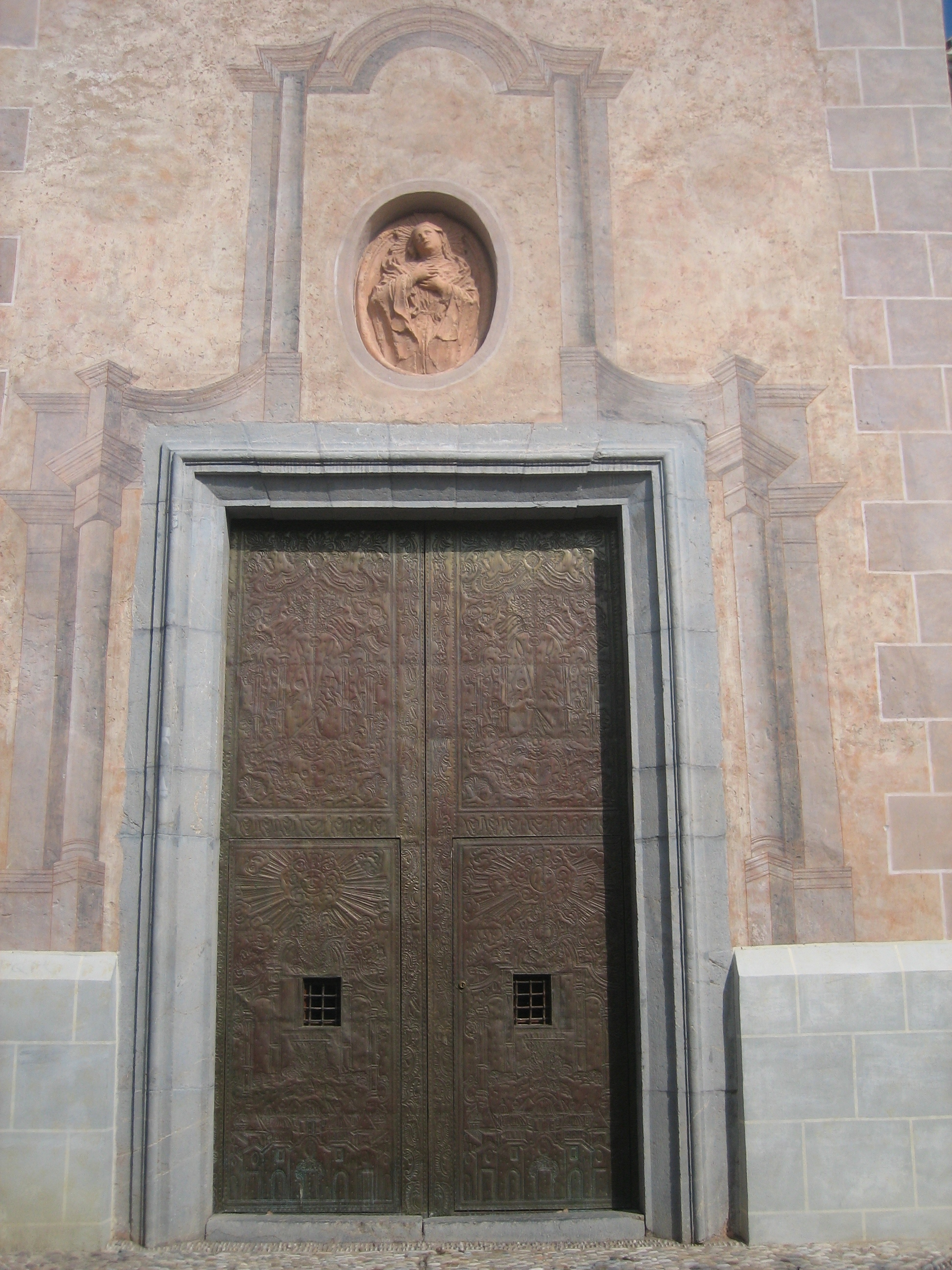
Portada

La planta de l'edifici és centralitzada, al voltant d'un espai quadrat cobert per una cúpula, la qual està sostinguda per un tambor octagonal amb finestres en els costats, emmarcades amb pilastres. A partir d'aquest centre es disposen l'absis i els dos braços del creuer, formant tres espais idèntics, i un quart espai rectangular, on se situa la porta d'accés, i tots aquests espais amb una coberta de quart d'esfera.
La portada de l'ermita és senzilla, amb la llinda i els brancals de carreus motllurats, i per damunt, un buit ovalat que conté una imatge esculpida de la Mare de Déu dels Dolors. Tot emmarcat per decoració arquitectònica amb pilastres i columnes. La façana es remata amb una cornisa mixtilínia, i al damunt, una espadanya.
A l'interior, pilastres amb el fust estriat, capitell compost i un entaulament amb una forta cornisa que recorre tot l'interior de l'edifici, suporten els arcs torals, mentre les pilastres que suporten les voltes laterals són més estretes i amb el fust llis. L'element decoratiu que més apareix són les rocalles daurades.